# John A. Russo
John A. Russo (nacido el 2 de febrero de 1939), a veces acreditado como Jack Russo o John Russo, es un guionista y director de cine estadounidense más comúnmente asociado con la película clásica de terror de 1968 Night of the Living Dead, que coescribió con el director George A. Romero. 
Como guionista, sus créditos incluyen Night of the Living Dead, The Majorettes, Midnight y Santa Claws. Los dos últimos, también los dirigió. Ha realizado pequeños papeles como actor, sobre todo el primer ghoul que es apuñalado en la cabeza en Night of the Living Dead, así como cameos en Siempre hay vainilla y House of Frankenstein 1997.
Fue editor y jefe de redacción de la revista Scream Queens Illustrated, que presentaba estrellas populares de películas de terror y otros géneros.
Russo también es el fundador y uno de los co-mentores (junto con Russell Streiner) del Programa de realización de películas John Russo en DuBois Business College en DuBois, Pensilvania. 
Russo nació y creció en Clarion, Pensilvania y vive actualmente en Glassport, Pensilvania.

## Trayectoria
Russo asistió a la Universidad de West Virginia mientras que su amigo Rudy Ricci asistió a la Universidad Carnegie Mellon en Pittsburgh. Ricci conoció a George A. Romero en Carnegie Mellon y le presentó a Russo a Romero en las vacaciones de Navidad de Russo.  Después de la universidad, Russo fue reclutado por el ejército y sirvió un período de dos años.  Mientras tanto, Romero con Russell Streiner formaron The Latent Image para producir películas comerciales con el objetivo de hacer un largometraje. Cuando Russo salió del ejército, se unió a sus amigos en la productora y pronto se hicieron planes para una película. Russo elaboró una idea aproximada sobre un joven que se topa con una gran cantidad de demonios que se alimentan de cadáveres humanos. A Romero le encantó la idea y unos días después le presentó a Russo cuarenta páginas de una historia basada en la idea. La película finalmente se convirtió en Night of the Living Dead, que condujo a la serie de películas de zombie de Romero.
Russo fue autor de muchas novelas y, al igual que su amigo Romero, comenzó a hacer sus propias películas. The Booby Hatch fue una comedia sexual estrenada en 1976. Midnight fue una adaptación de la novela de Russo del mismo nombre y estrenada en 1982.Su novela The Majorettes fue adaptada por el propio Russo y dirigida por Bill Hinzman quien interpretó al zombi del cementerio en La noche de los muertos vivientes. La siguiente película de Russo fue Heartstopper, que contó con los actores de "nombre" Michael J. Pollard y Moon Unit Zappa. Russo la considera su favorita de las películas que ha dirigido.